# 芝崎幸史
芝崎 幸史（しばさき　ゆきふみ、1965年11月25日 - ）は日本の画家、元グラフィックデザイナー、元ベーシスト。通称・CBA。大阪府出身、兵庫県神戸市在住。

## 概要
セッションベーシストとグラフィックデザイナーとして活動中、ライブペインティングをきっかけにMA2(平松昭子)とMasshivaを結成。その後、精力的に作品を作り続け2010年11月に画家宣言。

## 音楽活動
サーファーズ・オブ・ロマンチカ、CICADA、Zero、Ahh Folly Jet等のセッションベーシスト。アカペラポリリズムユニット、ズビズバではRuins吉田達也と共にイタリア、ボローニャ音楽祭に出演。映画『東京ゾンビ』ではレコーディングに音楽プロデューサー/二見裕志の下、KIRIHITO＆GROUPの竹久圏、KUJUNらのミュージシャンと共に参加。

### グラフィック活動
- Cutie(宝島社)
- 珍しいキノコ舞踊団
- 『Rockers Diary』(UPLINK FACTORY)
- cabarela（dmo）
- Novel Cell Poem（Novel Cell Poemオフィシャルサイト）
- kimonosnack（平松昭子ブログ）

### 展覧会
- Le Grand Ecart（2010年6月）
- 松芝展（2010年11月）

### ライブペインティング
- 下北沢フリーマーケット（2010年6月）
- サマーソニック、ソニッカート（2010年8月）

### アルバム
盆栽波動（吟醸派）（2010年）